# نیتروسلولز
نیتروسلولز (به انگلیسی: Nitrocellulose) یک ترکیب شیمیایی است که با نیتراسیون سلولز بدست میاید. نیتروسلولز پایه باروت بی دود است، این ماده شکل پنبه دارد ، چون از پنبه به عنوان منبع سلولز استفاده میشود. بیشترین کاربرد این ماده در مواد پیشران و باروت است. اصلی ترین ماده در باروت فشنگ های مدرن است، در باروت دوگانه نیز با نیتروگلیسیرین برای قدرت بیشتر ترکیب میشود و در بعضی گلوله ها بکار میرود.

## کاربردها
لاک نیتروسولز
تولید باروت بی‌دود
استفاده برای تولید فیلم عکاسی در گذشته

## روش ساخت و تولید
نیتروسلولز از طریق واکنش نیتراسیون سلولز طبیعی  (از پنبه یا چوب) با مخلوط اسید سولفوریک و اسید نیتریک بدست میاید. این واکنش سه گروه هیدروکسیل -OH سلولز در محیط کاتالیزور اماده واکنش و جایگزینی میشوند سپس اسید سولفوریک با اسید نیتریک واکنش داده و گروه های نیترات +NO₂ ازاد شده و جایگزین میشوند -ONO₂
C₆H₇O₂(OH)₃ + 3 HNO₃ → C₆H₇O₂(ONO₂)₃ + 3 H₂O